# Brat'ja Boris i Gleb
Brat'ja Boris i Gleb (Братья Борис и Глеб) è un film del 1915 diretto da Evgenij Bauėr.